# Ret om
Ret om er den folkelige betegnelse for en måde at udføre visse traditionelle pardanse på.
Udtrykket bruges navnlig i gammeldans i forbindelse med blandt andet polka, vals og hopsa.
Formen er den mest almindelige. Dansen foregår som normalt mod uret på gulvet, og omdansningen foregår med uret. Man vil ved traditionelle baller ofte se erfarne dansere bruge både denne form afvekslende med den modsatte, hvor man danser avet om.